# Fölsch-Block

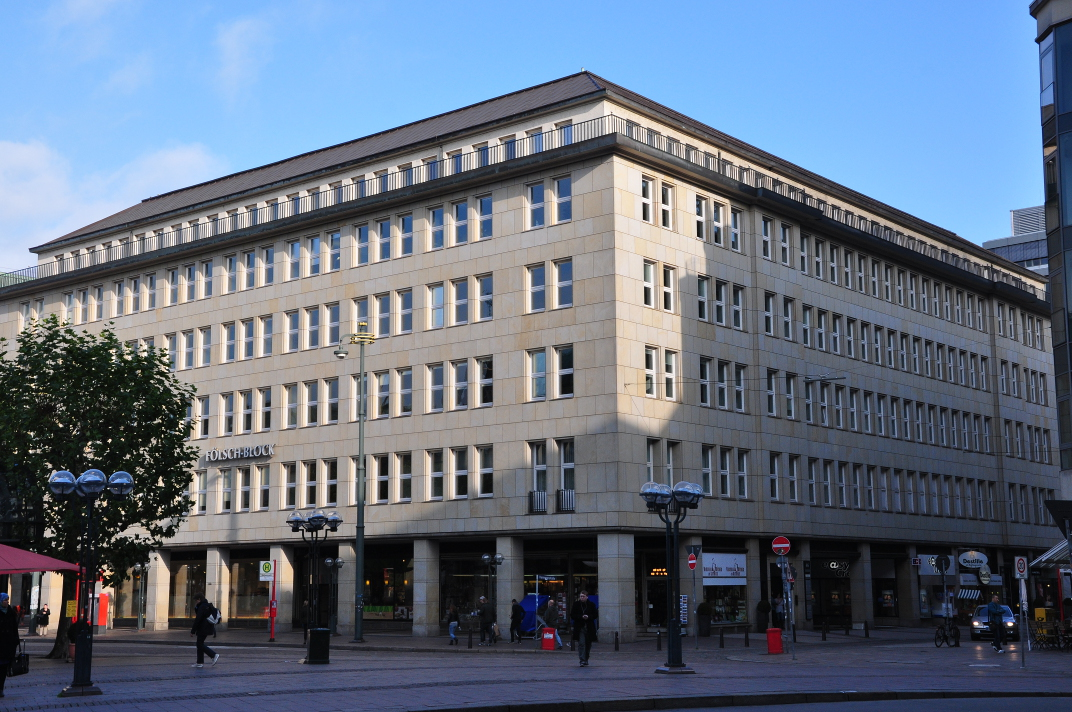
Der Fölsch-Block am Hamburger Rathausmarkt

Der Fölsch-Block ist ein Geschäftshaus am Rathausmarkt in Hamburg, das die Erben von Hermann Fölsch von 1949 bis 1951 errichten ließen. Der Block liegt zwischen dem Rathausmarkt und den Straßen Plan, Bergstraße und Hermannstraße.
Fölsch ging 1866 als junger Mann in die Atacama-Wüste im Grenzland von Peru und Chile. Dort entdeckte er Salpetervorkommen, damals ein begehrter Rohstoff, den er nach Hamburg importierte. Am Hamburger Rathaus kaufte er um 1900 mehrere Grundstücke, deren Bebauungen im Zweiten Weltkrieg zerstört und danach zu einem Gebäude zusammengefasst wurden. Der Fölsch-Block besitzt eine Sandsteinfassade und ein Kupferdach. Auf seinen 11.000 Quadratmetern werden Büro- und Einzelhandelsflächen vermietet. Er ist noch heute vollständig in Familienbesitz.